# Uziel Bueno
Uziel Bueno Barbosa de Santana Junior (Natal, 22 de novembro de 1976) é um político e jornalista brasileiro. Foi deputado estadual na Bahia entre 2012 e 2013. 
Em janeiro de 2024, passou a ser apresentador do programa Balanço Geral da Rádio Sociedade da Bahia.